# ルーカス・ヒベイル・ジ・オリヴェイラ
ルーカス・ヒベイル・ジ・オリヴェイラ（ポルトガル語: Lucas Ribeiro de Oliveira、2000年6月10日 - ）は、ブラジル・リオデジャネイロ出身のプロサッカー選手。ポジションはFW。

## 経歴
フルミネンセFCの下部組織在籍時代の2018年3月18日にカンピオナート・カリオカで途中出場し選手初出場を記録した。同年にはカンピオナート・ブラジレイロ・セリエAでも出場を果たした。
2020年にGDエストリル・プライアに完全移籍した。2021年にイスラエル2部のマッカビ・アヒ・ナザレFCに期限付き移籍した。
2022年夏にマルタ2部のマルサシュロックFCに移籍すると、翌年1月半ばに同国1部であるマルタ・プレミアリーグ所属のグジラ・ユナイテッドFCに移籍した。2024年7月19日、J2リーグのヴァンフォーレ甲府に2025年5月31日迄の契約で期限付き移籍した。同年8月3日のザスパクサツ群馬戦で途中出場し、日本初出場を記録した。同月21日には天皇杯・鹿島アントラーズ戦にも途中出場し、同大会初出場となったが、イエローカード二枚を受けて退場処分となり、そしてこの判定も物議を呼ぶものであった。

## プレースタイル
184cmの長身やスピード、ボールコントロールに長けており、シュート精度も高いアタッカーで、センターフォワードやウィングとして起用される。

## 個人成績
| 国内大会個人成績 | 国内大会個人成績 | 国内大会個人成績 | 国内大会個人成績 | 国内大会個人成績               | 国内大会個人成績 | 国内大会個人成績 | 国内大会個人成績 | 国内大会個人成績 | 国内大会個人成績 | 国内大会個人成績 | 国内大会個人成績 |
| 年度             | クラブ           | 背番号           | リーグ           | リーグ戦                       | リーグ戦         | リーグ杯         | リーグ杯         | オープン杯       | オープン杯       | 期間通算         | 期間通算         |
| 年度             | クラブ           | 背番号           | リーグ           | 出場                           | 得点             | 出場             | 得点             | 出場             | 得点             | 出場             | 得点             |
| 日本             | 日本             | 日本             | 日本             | リーグ戦                       | リーグ戦         | リーグ杯         | リーグ杯         | 天皇杯           | 天皇杯           | 期間通算         | 期間通算         |
| ---------------- | ---------------- | ---------------- | ---------------- | ------------------------------ | ---------------- | ---------------- | ---------------- | ---------------- | ---------------- | ---------------- | ---------------- |
| 2024             | 甲府             | 11               | J2               |                                |                  |                  |                  | 1                | 0                |                  |                  |
| 通算             | 日本             | 日本             | J2               | \|\|\|\|\|\|\|\|1\|\|0\|\|\|\| |                  |                  |                  |                  |                  |                  |                  |
| 総通算           | 総通算           | 総通算           | 総通算           | \|\|\|\|\|\|\|\|1\|\|0\|\|\|\| |                  |                  |                  |                  |                  |                  |                  |